# ألمودينا مونيوث
ألمودينا مونيوث مارتينث (بالإسبانية: Almudena Muñoz Martínez، ولدت في 4 نوفمبر 1968، بلنسية، إسبانيا) لاعبة جودو إسبانية.
حصلت على الميدالية الذهبية في دورة الألعاب الأولمبية الصيفية عام 1992 في برشلونة، كما حازت على الميدالية الذهبية في بطولة أوروبا للجودو عام 1993.

## إنجازاتها

### الألعاب الأولمبية الصيفية
- 1992 برشلونة  إسبانيا:  ميدالية ذهبية في وزن تحت 52 كغم.

### بطولة العالم للجودو
- 1993 هاميلتون  كندا:  ميدالية فضية في وزن تحت 52 كغم.

### بطولة أوروبا للجودو
- 1993 أثينا  اليونان:  ميدالية ذهبية في وزن تحت 52 كغم.